# Наданє Село
Наданє Село (словен. Nadanje selo) — поселення в общині Півка, Регіон Нотрансько-крашка, Словенія. Висота над рівнем моря: 472,9 м.